# Praca sezonowa
Praca sezonowa – praca wykonywana przez część roku, związana z określonym sezonem, tj. z właściwą porą roku, a zwłaszcza z warunkami atmosferycznymi.
Praca sezonowa wykonywana jest przez osobę fizyczną na podstawie przepisów kodeksu pracy, tj. jako umowa na czas określony, umowa na czas wykonania określonej pracy. Praca sezonowa może być również wykonywana w oparciu o przepisy ustawy o pracownikach tymczasowych, zatrudnianych przez agencje pracy tymczasowej.
Dla charakterystyki pracy sezonowej kluczowe jest także pojęcie sezonu, które wyznacza czas trwania umowy o pracę. Ograniczony czas jej obowiązywania wynika bezpośrednio z właściwości danej pracy. Można więc określić zatrudnienie sezonowe jako zatrudnienie mające na celu wykonywanie prac, których występowanie lub nasilenie ma charakter okresowy, związany bezpośrednio z właściwościami pór roku. Praca sezonowa należy zatem do umów terminowych mających najczęściej zastosowanie w takich sytuacjach jak potrzeba zastąpienia pracownika nieobecnego, czy też występowanie okresów wzmożonej działalności przedsiębiorstwa.
Typy pracy sezonowej, gdzie można znaleźć zatrudnienie:
- rolnictwo: zbiory owoców i warzyw,
- turystyka: hotelarstwo, hostele, kempingi, gastronomia, rozrywka, ośrodki wypoczynkowe
- praca na morzu: na statkach wycieczkowych, promach,
- praca w fabrykach,
- praca w przetwórstwie
- praca na budowach i przy remontach
- praca w handlu
- prace dorywcze
- muzykowanie i występy na ulicach
- praktyki i staże zawodowe
- au pair
- praca dla wolontariuszy